# 三津原博
三津原 博（みつはら ひろし、昭和23年（1948年）6月17日 - ）は、日本の経営者、薬剤師。東京都出身。
保険調剤薬局チェーン日本調剤（東証一部上場）の創業者・代表取締役社長を始め製薬会社である日本ジェネリック、長生堂製薬、人材派遣会社メディカルリソースなどの社長も務める。社団法人日本保険薬局協会第2代会長（2007年）、一般社団法人日本薬局学会第2代代表理事（2007年）。

## 経歴
昭和49年（1974年）昭和薬科大学薬学部卒業。
大学卒業後、武田薬品工業に入社し医薬情報担当者として勤務。その後昭和54年（1979年）に退社し、昭和55年（1980年）日本調剤を設立、同社代表取締役社長に就任した。1994年宮城日本調剤（のちのメディカルリソース）代表取締役社長。2005年日本ジェネリック代表取締役社長。2012年日本医薬総合研究所代表取締役社長。2013年長生堂製薬代表取締役会長。関連子会社も含めるとその報酬総額は薬業界でもトップクラスである事が報じられた。